# Amata dilateralis
Amata dilateralis là một loài bướm đêm thuộc phân họ Arctiinae, họ Erebidae.